# 5271 Кайламайя
5271 Кайламайя (5271 Kaylamaya, 1979 MH7, 1982 BH10, 1991 DZ) — астероїд головного поясу, відкритий 25 червня 1979 року.
Тіссеранів параметр щодо Юпітера — 3.329.